# Ampere (California)
Ampere es un área no incorporada ubicada en el condado de San Joaquín en el estado estadounidense de California.

## Geografía
Ampere se encuentra ubicada en las coordenadas 38°6′9″N 121°14′36″O / 38.10250, -121.24333.